# Круминьш, Артур Карлович
Артур Круминьш (латыш. Artūrs Krūmiņš, 11 июля 1879, Яунпиебалга, Яунпиебалгский край — 4 марта 1969) — советский и латвийский архитектор и литератор. Академик АН Латвийской ССР (1946).

## Биография
Четвёртый сын в семье арендатора Карлиса и Анны Дреймани.
1900 году окончил Николаевскую гимназию в Риге.
Работал домашним учителем в Москве. С 1905 по 1906 год учился в Техническом университете Карлсруэ. В 1907 году окончил архитектурный факультет Рижского политехнического института.
После этого работал в Москве (до 1920 г.) в строительной конторе мануфактуры Cindel.
В 1920 году начал преподавать на архитектурном факультете Латвийского университета, с 1940 года профессор. С 1936 по 1940 год возглавлял Комиссию городского развития Латвии. Автор нескольких строительных проектов и проектов реконструкции (здание сахарного завода Крустпилс, Даугавпилсский банк, санаторий на серных источниках в Балдоне и т. д.). Занимался историей латвийской архитектуры.
Во время немецкой оккупации Латвии был деканом факультета архитектуры Латвийского университета. В своей квартире в самом центре Риги с декабря 1941 года до октября 1944 укрывал от нацистов евреев
Написал более 1200 статей для Латвийского переводного словаря, несколько книг, а в 1903 году либретто к первой латвийской опере Альфреда Калниньша «Ба́нюта», за которое получил награду Музыкального отдела Рижского латышского общества. Он также написал либретто для второй оперы Калниньша «Салиниеки».
В 1945 году стал членом Союза архитекторов Латвии. С организацией АН Латвийской ССР в 1946 году был избран действительным членом Академии (первый состав).
Похоронен на Лесном кладбище в Риге.

## Известные работы
ул. Марияс, 13 — витрины второго этажа (1927).